# 亀井肇
亀井 肇（かめい はじめ、1943年 - ）は、兵庫県神戸市生まれの新語アナリスト。

## 経歴
1969年、法政大学大学院社会科学研究科修士課程修了の後、同年、自由国民社入社。「現代用語の基礎知識」編集部に所属し、退社までの10年間を編集長として活躍する。編集長時代の1984 年に「新語・流行語大賞(現・ユーキャン新語・流行語大賞)」を創設。1986年5月より朝日放送テレビ「ナイト・in・ナイト」火曜日(桂三枝[現・桂文枝]司会)にワード・プロフェサーとして出演。編集長時代から九州朝日放送ラジオ「ナウナウミニ事典」など数多くのテレビ・ラジオ番組で新語・流行語の解説者として活躍。1988年に自由国民社を退社、「新語アナリスト」として独立した。テレビ・ラジオ・雑誌メディアで、新語・新造語・流行語の分析・解説を行う、といった仕事を主としている。
日本漢字学会理事。2001年より江戸川大学非常勤講師(2012年まで)。Yahoo!辞書の新語解説を任されてもいたが、2015年、新語アナリストとしての仕事を引退と同時に終了。
長年、NHKラジオ第1放送の「当世キーワード」コーナーで解説者を務めていた。

## 著書
- 『エディター型思考』(共著)(北宋社、1985年)
- 『ビジネス用語入門』(交成出版社、 1989年)
- 『いまどきのコトバたち』(平凡社、1989年)
- 『新語・流行語 深読み事典』（ビジネス・アスキー、1990年)
- 『いまどきのコトバたち PART2』(平凡社、1990年)
- 『平成ボキャブラ事典』（廣済堂出版、1994年）
- 『OLの娘からサラリーマンの父へ贈る100の言葉』（ジャパンタイムズ、1995年）
- 『外辞苑』（平凡社、2000年）
- 『社会人「新基礎用語」』（小学館、2001年）
- 『620の同時代WORDS』（しょういん、2003年）
- 『若者言葉事典』（日本放送出版協会、2003年）
- 『常識が試される日本語122語』（ビジネス社、2004年）